# Cimitero ebraico delle Grazie
Il cimitero delle Grazie è il cimitero ebraico situato a Senigallia in uso dal 1878.

## Descrizione
Il cimitero ebraico delle Grazie, che si trova a tre chilometri dal centro abitato, prende posto nell'area boscosa vicino all'ex convento delle Grazie, è recintato da un muretto in mattoni ed è collegato al cancello d'ingresso da un vialetto lungo cui, nel 1977, sono state poste le lapidi del vecchio cimitero.
Le lapidi, ormai corrose dal tempo, sono caratterizzate dalla semplicità man mano che ci si avvicina al nuovo millennio, mentre quelle ottocentesche sono molto elaborate e piene di riferimenti religiosi.

## Storia

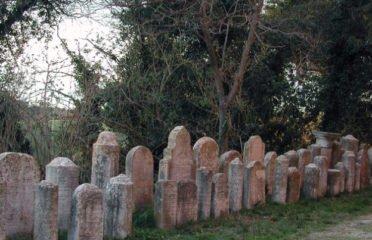
Lapidi situate nel parco Anna Frank (Senigallia)

Nel 1869 venne deliberato che la selva vicino all'ex convento delle Grazie era il luogo più adatto per essere destinato ad un cimitero comunale. Il progetto che venne approvato è quello dell'architetto Enea Gentili e la struttura fu inaugurata nel 1871. Passati sette anni, nel lato destro dell'omonima chiesa venne allestito uno spazio destinato al cimitero ebraico: infatti risale al 1878 la prima sepoltura. Si deve a Sergio Anselmi il recupero di ben oltre 85 lapidi e cippi del Seicento, Settecento e fine Ottocento, infatti durante lavori di scavo nella zona del vecchio cimitero ebraico, diventata in parte area fabbricabile, le antiche lapidi rischiavano di essere distrutte dalle ruspe. Adesso, nella parte che ha rifuggito l'edilizia, sorge il parco Anna Frank, il cui terreno, assai più ampio di ora, appartiene alla comunità ebraica di Senigallia dal 1512; in un angolo, sono rimaste alcune lapidi che danno prova della presenza dell'antico cimitero del Portone.